# کن اسکات (فیلم‌ساز)
کِـن اسکات (انگلیسی: Ken Scott؛ زادهٔ ۱۹۷۰ میلادی) بازیگر، کارگردان، کمدین، فیلم‌نامه‌نویس و تهیه‌کننده فیلم  اهل کانادا است. وی برندهٔ جایزه تماشگران در جشنواره فیلم ساندنس شد.
از فیلم‌ها یا مجموعه‌های تلویزیونی که وی در آن‌ها نقش داشته‌است، می‌توان به سفر خارق‌العاده مرتاض مأمور تحویل و کار ناتمام اشاره نمود.